# Microcyba vancotthemi
Microcyba vancotthemi là một loài nhện trong họ Linyphiidae.
Loài này thuộc chi Microcyba. Microcyba vancotthemi được Robert Bosmans miêu tả năm 1977.